# Chrysotriklinos

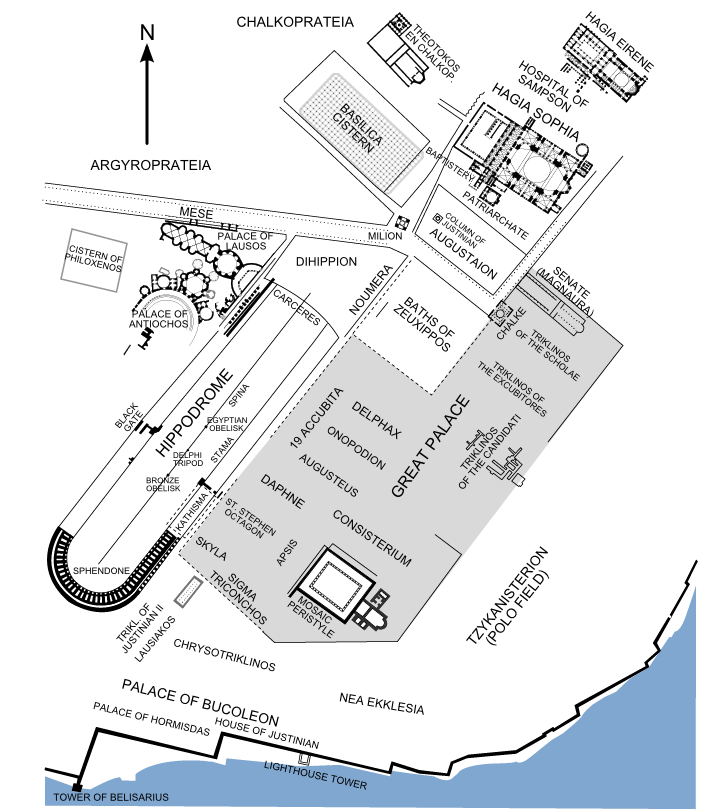
Karte des Großen Palasts von Konstantinopel

Der Chrysotriklinos (griechisch Χρυσοτρίκλινος, dt. goldene Empfangshalle; latinisiert Chrysotriclinus oder Chrysotriclinium) war der Hauptempfangs- und Zeremoniensaal des Großen Palastes von Konstantinopel. Das Gebäude wurde im späten 6. Jahrhundert erbaut und behielt seine Funktion bis in das 10. Jahrhundert. Sein Erscheinungsbild ist nur durch literarische Beschreibungen bekannt, hauptsächlich durch das De cerimoniis von Konstantin VII., das die kaiserlichen Zeremonien beschreibt.

## Geschichte
Es wird allgemein davon ausgegangen, dass der Chrysotriklinos von Kaiser Justin II. (Regentschaft 565–578) begonnen und von seinem Nachfolger Tiberius II. (Regentschaft 578–582) vollendet und ausgeschmückt wurde. Byzantinische Quellen nennen aber auch andere Erbauer: Die Suda schreibt das Gebäude Justin I. (Regentschaft 518–527) zu und die Patria Konstantinupoleos benennt Kaiser Marcian (Regentschaft 450–457) als Erbauer. Der byzantinische Geschichtsschreiber Johannes Zonaras berichtete, dass Justin II. tatsächlich ein älteres Gebäude ausbaute. Es wird vermutet, dass dies eine Halle mit sieben Konchen von Justinian I. (Regentschaft 527–565) gewesen sein könnte.
Nach dem byzantinischen Bildersturm schmückten die Kaiser Michael III. (Regentschaft 842–867) und Basileios I. (Regentschaft 866–886) den Chrysotriklinos neu aus. Anders als viele andere Gebäude des Großen Palastes, die nur für einen Zweck erbaut worden waren, kombinierte der Chrysotriklinos die Funktionen eines Thronsaales für Empfänge und Audienzen mit denen eines Bankettsaales. Nachdem später weitere kaiserliche Räume angebaut worden waren, nahm die Halle eine zentrale Position im Alltagsleben des höfischen Zeremoniells ein, insbesondere im 9. und 10. Jahrhundert, als Konstantin VII. (Regentschaft 945–959) es als „den Palast“ bezeichnete. Nach dem De Cerimoniis nutzte der Kaiser den Chrysotriklinos vor allem für Empfänge ausländischer Botschafter, für Treffen mit Würdenträgern, als Versammlungsort für religiöse Feiern und als Festsaal für Feste wie etwa Ostern.
Dadurch wurde der Chrysotriklinos zum zentralen Bestandteil des neuen Bukoleon-Palasts, der gebaut wurde, als Kaiser Nikephoros II. (Regentschaft 963–969) den südlichen dem Propontis zugewandten Teil des Palastes mit einer Mauer umschloss. Ab dem 11. Jahrhundert bevorzugten die byzantinischen Kaiser den Blachernen-Palast im Nordwesten von Konstantinopel als Residenz. Während des Lateinischen Kaiserreichs (1204–1261) nutzten die Kaiser den Bukoleon-Palast und auch Michael VIII. lebte hier nach der Wiederherstellung des byzantinischen Reiches, während der Blachernen-Palast wiederaufgebaut wurde. Nach dem Umzug des byzantinischen Kaisers in den renovierten Palast wurde der Große Palast kaum noch genutzt und verfiel zusehends. Der Chrysotriklinos wurde letztmals im Jahr 1308 erwähnt, obwohl die mächtigen Ruinen bis zum Ende des byzantinischen Kaiserreichs im Jahr 1453 erhalten blieben.

## Architektur
Trotz der Bedeutung und der häufigen Erwähnungen in byzantinischen Texten gibt es keine ausführliche Beschreibung des Bauwerks. Der Saal scheint einen oktogonalen Grundriss gehabt zu haben und von einer Kuppel gekrönt worden zu sein wie andere byzantinische Gebäude des 6. Jahrhunderts, darunter die Sergius-und-Bacchus-Kirche in Konstantinopel und die Basilika San Vitale in Ravenna. Das Dach wurde von acht Bögen mit Apsiden oder Wandnischen getragen und von 16 Fenstern beleuchtet. Es wurde angenommen, dass Grundriss und Erscheinungsbild des Chrysotriklinos  später von Karl dem Großen beim Bau des Aachener Doms übernommen wurden, wahrscheinlicher war jedoch San Vitale das Vorbild.
Der kaiserliche Thron stand in einer östlichen Apsis im Bema hinter einem bronzenen Geländer. Die nordwestliche Apsis war bekannt als Kapelle des Hl. Theodor. Dort wurden die kaiserliche Krone und einige Reliquien aufbewahrt, darunter der Stab des Moses. Außerdem diente die Apsis als Ankleideraum für den Kaiser. Die südliche Apsis führte durch eine silberne Tür, die Konstantin VII. einbauen ließ, in die kaiserlichen Gemächer (koitōn). Die nördliche Apsis war als Pantheon bekannt, ein Warteraum für Würdenträger, während die nordwestliche Apsis als Diaitarikion diente und für die Dienerschaft gedacht war. Außerdem war hier der Aufbewahrungsort des Palastschlüssels, des Symbols des Papias, der damit jeden Morgen den Palast aufschloss.
Die Haupthalle des Chrysotriklinos war umgeben von weiteren Sälen und Anbauten: ein Vestibül (Tripeton), das Horologion (wohl so benannt, weil hier eine Sonnenuhr stand), die Halle des Kainourgion („neue Halle“) und die Hallen des Lausiakos und des Justinianos für Justinian II. (Regentschaft 685–695 und 705–711). Die Pharos-Palastkapelle, Hauptkapelle des Palasts, schloss sich im Süden oder Südosten an.
Über die Ausschmückung der Halle des 6. Jahrhunderts ist nichts bekannt. Nach dem Verbot menschlicher Abbilder während des byzantinischen Bilderstreits wurde der Saal zwischen 856 und 866 neu ausgestaltet mit monumentalen Mosaiken. Der Botschafter Liutprand von Cremona beschrieb die Halle als „schönsten Raum des Palastes“. Über dem kaiserlichen Thron war ein Bild des thronenden Christus angebracht, während eines über dem Eingang die hl. Maria darstellte mit Kaiser Michael III. und dem Patriarchen Photios I. daneben. An anderer Stelle war das jüngste Gericht abgebildet mit Engeln, Priestern und Märtyrern. Die gesamte Ausschmückung sollte die Analogie zwischen Christus’ jüngstem Gericht im Himmel und dem byzantinischen Hof auf Erden darstellen.
In dem Saal standen wertvolle Möbel wie etwa das Pentapyrgion (dt. fünf Türme), ein Schrank von Theophilos mit Vasen, Kronen und weiteren kostbaren Objekten. Während kaiserlicher Bankette wurden ein goldener Tisch für die 30 höchsten Würdenträger aufgestellt sowie zwei bis vier weitere Tische für jeweils 18 Personen. Gelegentlich wird beschrieben, dass der Kaiser einen eigenen Tisch abseits der anderen hatte. Der volle Prunk des Saales war außergewöhnlichen Gelegenheiten vorbehalten, darunter Bankette für arabische Botschafter. Das De ceremoniis beschreibt, dass zusätzliches Licht durch große Kerzenleuchter geschaffen wurde, kaiserliche Insignien, Relikte und andere wertvolle Gegenstände aus verschiedenen Kirchen herangeschafft und in den Apsiden ausgestellt wurden. Während des Mahls wurde Musik gespielt auf zwei silbernen und zwei goldenen Orgeln, die in einer Vorhalle standen. Dazu sangen die Chöre der Hagia Sophia und der Apostelkirche.